# Eurocidade Valença-Tui

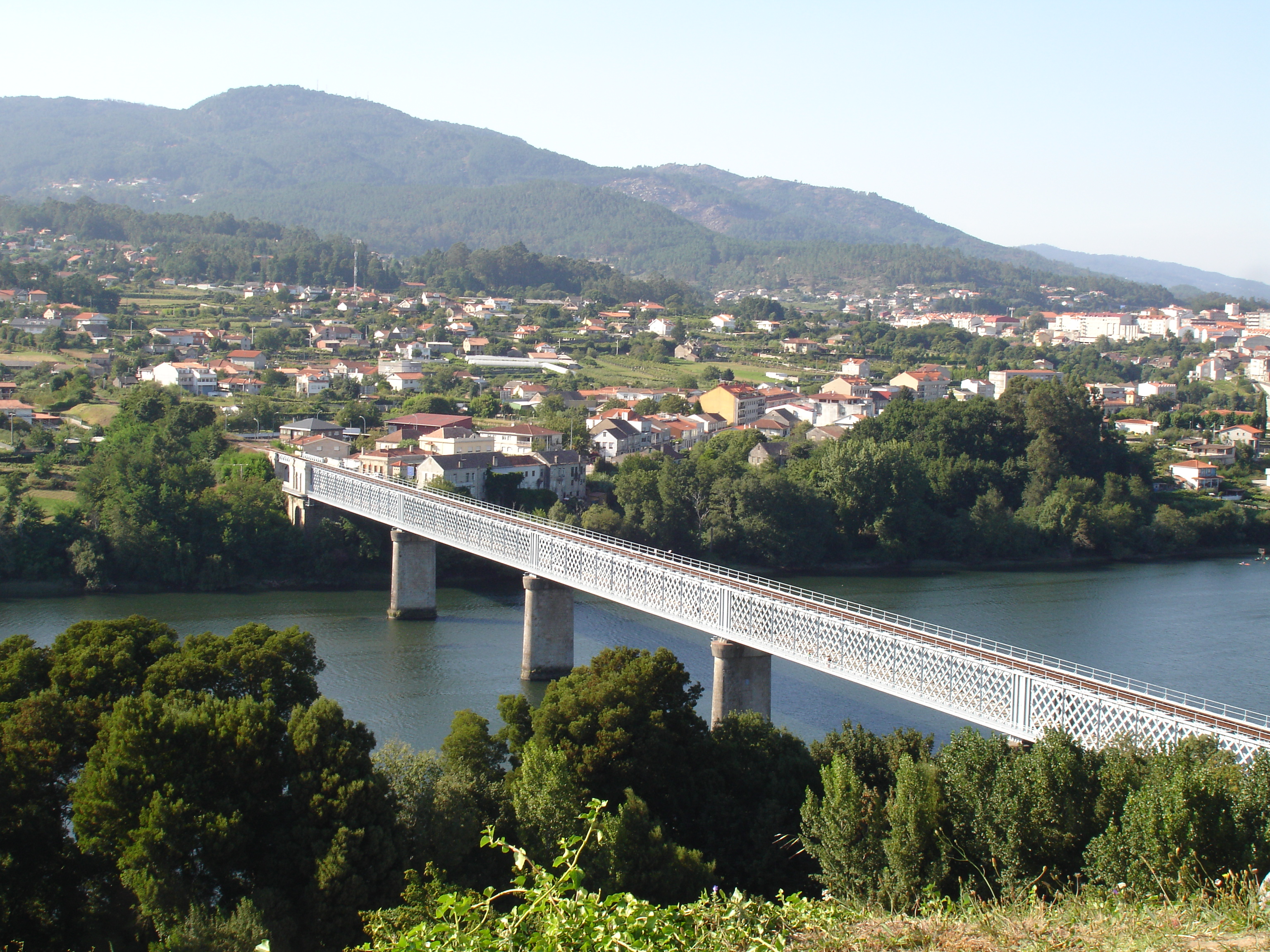
Valença and spain with the old bridge

A Eurocidade Valença - Tui é constituída por mais de 35 mil habitantes e foi criada com o principal objectivo de cooperação no âmbito europeu, tornando-se num modelo de exemplo para a Europa, já que se trata de um novo modelo de cidadania europeia de espaço singular.
Trata-se de um projecto que surgiu como resposta ao desafio colocado pelo Mercado Único Europeu, onde cada vez mais se presencia a um futuro incerto, e tendo em conta:
- a Comunidade de Trabalho Galiza-Norte de Portugal, que tem experimentado vivências em quase todas as áreas relacionadas com a cooperação transfronteiriça, tendo um especial interesse na aproximação das duas cidades.
- o Tratado de Valência, assinado pela República Portuguesa e pelo Reino de Espanha, em 3 de Outubro de 2003, em Valência que procura promover a cooperação transfronteiriça entre as autoridades territoriais de Portugal e Espanha.
- a própria relação especial entre o Município de Valença  e o Município de Tui , historicamente reforçada através da Ponte Internacional Valença -Tui - Ponte Eiffel - que é a principal passagem fronteiriça entre os dois países. Sendo assim, a fronteira terrestre mais movimentada entre Portugal e Espanha com passagem diária de 22 mil veículos por dia.

## A Cooperação

Comemoração da Assinatura do Protocolo de Cooperação

Estas duas cidades, uma portuguesa - Valença  - e outra espanhola - Tui, são unidas pelo Rio Minho. Esta cooperação já existia, mas com a assinatura do Protocolo de Cooperação institucionalizou-se pois passou a ser efectiva e real. Sempre existiu uma grande interligação local e regional e com este acordo tem-se em vista a criação de novas relações entre pessoas, instituições e negócios, promovendo o desenvolvimento da cidade, tanto a nível cultural, económico, social e institucional. Como forma de aumentar a visibilidade destas duas cidades, aproveita-se o facto de estas serem duas cidades históricas com a oferta de grandes e importantes monumentos, bem como um tecido comercial diversificado, para se promover o turismo. Acresce ainda o facto de estes Municípios terem uma gestão partilhada de equipamentos duplicando as ofertas de actividades desportivas, hoteleiras e restauração como a Piscina Municipal de Valença, o Teatro Municipal de Tui, serviços de saúde entre outros…

O Protocolo de Cooperação foi assinado em Valença a 10 de Fevereiro de 2012 entre Jorge Mendes, Presidente do Município de Valença, Moisés Rodríguez, Alcalde do Concelho de Tui e Alfonso Rueda Valenzuela, representante da Comunidade de Trabalho Galicia-Norte de Portugal. Mais uma vez, este protocolo foi criado com o objectivo de alcançar uma maior unidade entre os cidadãos europeus com o “desaparecimento” institucional das fronteiras entre as duas cidades que sempre partilharam ligações históricas, linguísticas, financeiras, sociais e culturais.

### Objectivos
Posto isto, a Eurocidade Valença-Tui tem como objectivos:
- Aumentar e fortalecer os laços que unem estas duas cidades fronteiriças, com o intuito de desenvolver a cooperação para facilitar um desenvolvimento próspero e qualidade de vida melhorada para os seus habitantes;
- Promover a convergência a nível económico, social, cultural, ambiental e institucional, para ultrapassar a barreira imposta pela fronteira e facilitando o desenvolvimento territorial e socioeconómico;
- Através de serviços comuns, dinamizar a convergência entre pessoas de ambas as cidades, realçando a cooperação e com o objectivo de emparelhar recursos e esforços de maneira a gerir conjuntamente os serviços e instalações municipais das duas cidades;
- Promover a fixação de empresas privadas em ambas as cidades, facilitando assim o crescimento económico e um maior grau de industrialização e comercialização de produtos, resultando no bem estar pessoal e social dos respectivo habitantes;
- Promover o desenvolvimento de projectos conjuntamente em áreas de interesse comum.

Deste modo, o principal objectivo visa melhorar a qualidade de vida das suas populações fortalecendo os laços de cooperação, já existentes, entre as duas partes.

## Imagem Corporativa

Imagem Corporativa da Eurocidade

A 7 de Maio de 2012, a Eurocidade Valença - Tui apresentou a nova imagem corporativa na Biblioteca Municipal de Valença, sendo seleccionada entre 17 propostas apresentadas por concorrentes portugueses, bem como espanhóis num concurso público lançado pela Câmara Municipal de Valença. O acto contou com a presença do presidente da Câmara Municipal de Valença e do Alcalde de Tui, bem como os designers autores do projecto vencedor, Fernando Lima e Marina Abreu do gabinete designagora.

Trata-se de um logo claramente jovem e dinâmico, que pretende identificar os cidadãos da euro-região com a própria Eurocidade e, ao mesmo tempo, pretende projectar-se ainda mais.
A imagem corporativa retrata duas unidades formadas em aliança que se cruzam, pretendendo simbolizar os dois territórios do Vale do rio Minho, verificando-se conceitos como a cooperação e a união dos dois concelhos.
Segundo os designers, a imagem sintetiza um conjunto de conceitos como cooperação, união, amizade, aliança, dinamismo, entre dois territórios que se interceptam num conjunto de valores comuns.

Mais uma vez, o rio Minho está bem presente, assim como as linhas de cruzamento da Ponte Eiffel, ponte secular, que une as duas cidades. As cores usadas na imagem corporativa foram sobretudo inspiradas na própria paisagem do território.

## Actividades/Eventos
De modo a reforçar esta ligação e procurando conjugar os esforços e recursos, os Municípios de Valença e de Tui durante 2012 planearam diversas actividades, dentro das quais se destacam as desportivas, tais como:
- 1ª Eurocidade 10 - prova de atletismo internacional, de cariz popular, com um percurso de 10 km entre Valença e Tui, que tem partida e chegada em Tui. Podem participar pessoas de ambos os sexos.
- 1ª BTT Eurocidade - prova de BTT de cariz popular, com percurso realizado na Fortaleza de Valença e no Monte Aloia em Tui.
- Campeonato Internacional de Pesca a Salmonidios – Troféu Eurocidade.
- Campeonato de Futebol de 7 da Eurocidade.
- Rede de trilhos pedestres transfronteiriços Ibéricos.
- Travessia a Nado - actividade aquática de cariz popular e recreativo, que tem por objectivo a travessia a nado do rio Minho, entre Tui e Valença.

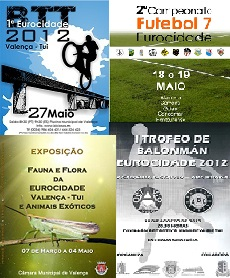
Cartazes de Actividades/Eventos

As 13 actividades desportivas realizadas em conjunto fizeram com que a Xunta de Galicia reconhecesse a dinâmica da Eurocidade Valença-Tui e no âmbito do programa Galicia Saudable atribuíram o Prémio do Desporto Galego 2012 à referida Eurocidade. Este reconhecimento contribuiu para a continuidade das actividades e foram planeadas para 2013, com um orçamento aproximado de 40.500€, as seguintes actividades:	
- Circuito de Trilhos Saudáveis
- I Campeonato Ibérico de Kung Fu Eurocidade
- III Torneio de Futebol Juvenil 7 Eurocidade
- VI Torneio de Pesca Desportiva Eurocidade
- II Eurocidade BTT
- II Eurocidade 10 Atletismo
- I Quadrathlón Eurocidade
- II Troféu de Andebol Eurocidade
- III Travessia a Nado Eurocidade
- Liga Futsal Eurocidade
- I Campeonato de Ténis Eurocidade
- I Campeonato Internacional de Baile Desportivo Eurocidade
- I Festival Aéreo Eurocidade

Para além das actividades desportivas, os dois Municípios têm realizado outra panóplia de actividades/eventos, tais como o Tributo a Zeca Afonso, o Desfile de Moda – Vestir a Crise, a Cavalgata dos Reis, a Exposição de Fauna e Flora da Eurocidade e Animais Exóticos. 

Além disso, estão a desenvolver a primeira edição do seu primeiro “Campeonato Urbano Bilingue Espanhol-Português e Inglês”, onde pretendem difundir a Eurocidade na Europa, que ocorrerá a partir do dia 1 até 25 de Julho, nos quais podem participar jovens portugueses e espanhóis dos 14 aos 16 anos.

Todavia, o que mais se tem destacado é a aposta na promoção turística da Eurocidade em mercados estratégicos com vista a aumentar o número de visitantes. Como tal, torna-se necessário marcar presença em diversas feiras de turismo, tais como a TUREXPO, a B.T.L.- Bolsa de Turismo de Lisboa, a Feira de Turismo de Vigo e a F.I.T.U.R. – Feira de Turismo de Madrid.
Segundo Jorge Mendes, presidente da Câmara Municipal de Valença, “A Eurocidade Valença-Tui oferece, hoje, todas as condições para ser um excelente destino turístico, com património, gastronomia e uma natureza prodigiosa”.

## Opinião Pública
Durante o final de semana de 17 de Maio de 2013 até 19 de Maio de 2013, foi realizado um estudo para apurar informações sobre o conhecimento da população Portuguesa e Espanhola acerca do tema "Eurocidade Valença - Tui". Este questionário dividia-se em duas partes: na primeira parte pretendia-se estudar a amostra, verificando em que grupo o inquirido se colocava, já na segunda parte era pedido para o inquirido responder às perguntas tendo em conta a sua opinião sobre a Eurocidade Valença-Tui.
No total, foram recebidas com sucesso 60 respostas, das quais, numa primeira análise, foi conseguida uma aderência ao questionário de cerca de 47% do sexo masculino e de 53% do sexo feminino. Das 60 respostas constatou-se que, aproximadamente, 58% dos questionados sobre o tema tem entre 18 e 29 anos, o que evidencia uma maior resposta por parte da faixa jovem-adulta. A população questionada distribuiu-se de maneira menos homogénea, sendo que apenas 5% dos inquiridos eram de nacionalidade Espanhola. No que toca à população Portuguesa, de entre os 56 inquiridos conseguiram-se obter respostas de várias cidades e não apenas de habitantes da Cidade de Valença.

Na segunda parte do inquérito foi tentado aprofundar um pouco mais as perguntas no tema da Eurocidade, para saber se de facto os questionados sabiam do projecto e ainda se estavam a par dos objectivos e conquistas que já foram feitas. Conseguiu-se apurar que 62% dos questionados sabia o que era uma Eurociadade e, dentro dessa percentagem, 58% sabiam que Valença e Tui tinham formado uma Eurocidade. A maioria dos inquiridos soube da Eurocidade Valença - Tui através das mais diversas redes de informação, nomeadamente jornais, televisão, revistas locais, etc. Também houve uma grande percentagem de questionados que souberam através do Facebook, o que manifesta o grande papel que esta rede social pode desempenhar quando utilizada para a divulgação. 92% dos questionados acha que os objectivos estão a ser cumpridos. No entanto, de entre os 8% que não acham, pode-se retirar uma resposta que deverá ser tida em conta: " É óbvio que os objectivos ainda não foram cumpridos, pois este processo é longo e teve início há relativamente pouco tempo. Na minha opinião, acho que deviam de haver muitos mais eventos internacionais na actual Eurocidade e, acima de tudo, acho que ambas as cidades de Valença e Tui deviam de se ajudar no que toca a desenvolvimento cultural, festivo e de apoio à população. Para mim a junção de Valença e Tui é um marco muito importante para desenvolver a cidade de Valença e o alto Minho".

Em suma, através do inquérito, pode-se também concluir que a maioria dos questionados participa em actividades em ambas as cidades, que a maioria participa porque há actividades para as diversas faixas etárias, que a maioria participa nas actividades, como uma forma de promover a região e ainda que a maioria acha extremamente importante a relação socioeconómicas entre ambas as cidades. Infelizmente nem tudo é positivo e, como tal, 53% dos inquiridos ainda não usufruiu ou usufruiu de qualquer serviço partilhado entre as cidades.
Além disso, com a questão levantada sobre o balanço da fusão de cidades, 87% dos questionados encoraja esta junção, pelo que se pode então retirar que o esforço levado a cabo até agora não é em vão e que se deve continuar a lutar pelo bem da Eurocidade Valença - Tui, para que ambas as cidades possam crescer e acima de tudo, cooperar em todos os âmbitos possíveis.

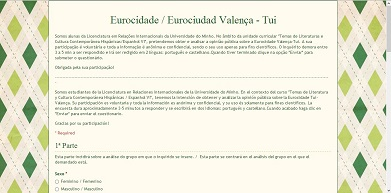
this is a questonary made for the sake of the eurocity valença tui

## Webgrafia
- http://www.cm-valenca.pt/portal/page/valenca/portal_municipal/orgaos_autarquicos/EUROCIDADE
- http://www.ccr-norte.pt/pt/noticias/detalhes.php?id=2156
- http://info.uniminho.eu/?q=pt/node/5640
- http://www.correiodominho.com/noticias.php?id=69353
- http://www.cm-valenca.pt/portal/page/valenca/portal_municipal/orgaos_autarquicos/EUROCIDADE/Eurocidade%20Desporto